# Dàmaris Gelabert
Dàmaris Gelabert (Barcelona, 28 de desembre de 1965) és una pedagoga, musicoterapeuta, autora i cantant de cançons infantils. Des de 1998 ha editat uns setze àlbums i més de 200 cançons. El seu canal de YouTube supera els 800 milions de visualitzacions amb més de 2 milions de subscriptors. És el canal de YouTube en català amb més visualitzacions i el primer canal de música en català que obté el Botó d'Or de YouTube.

## Biografia

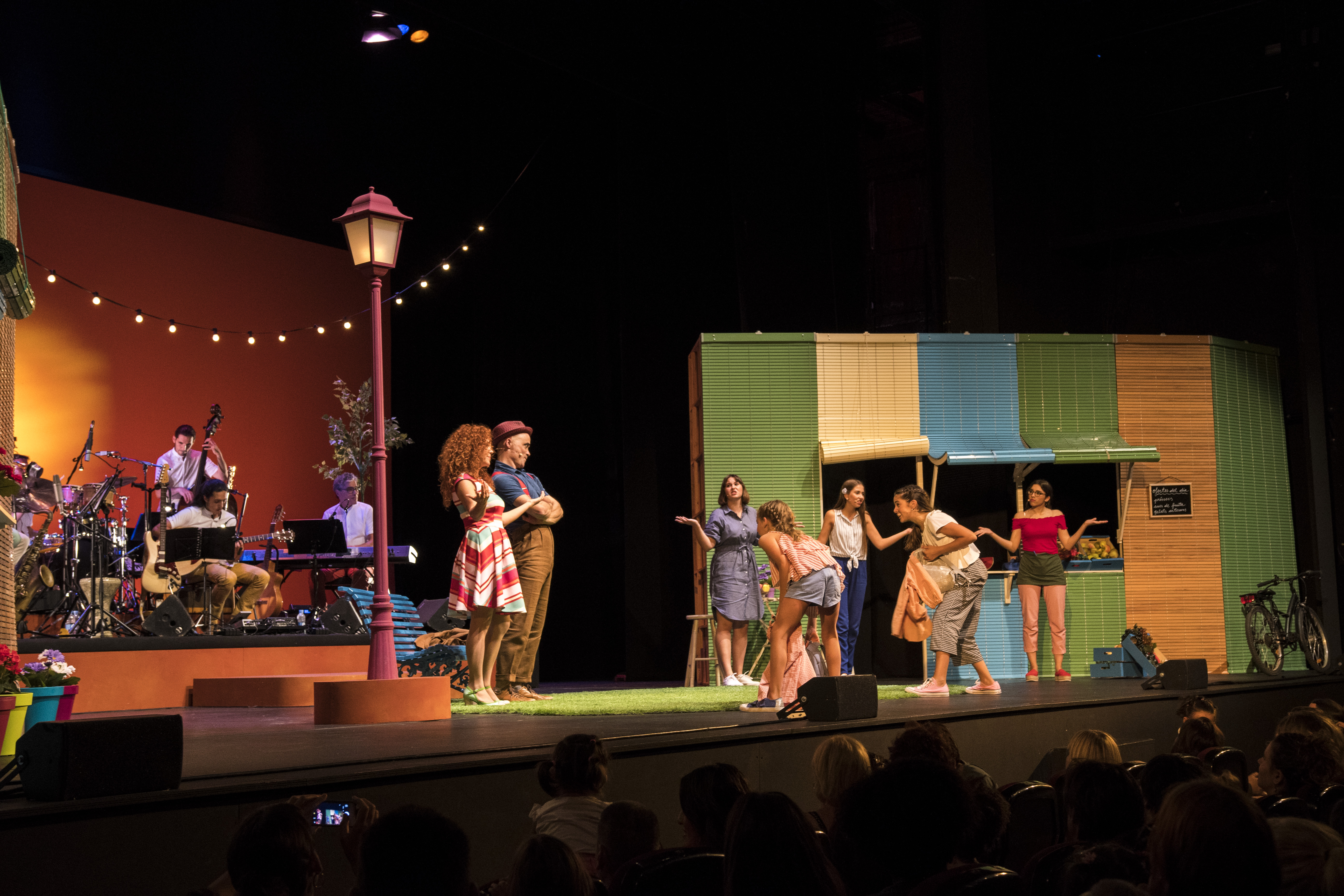
Espectacle Comença l'estiu al Teatre Victòria, el juny del 2017

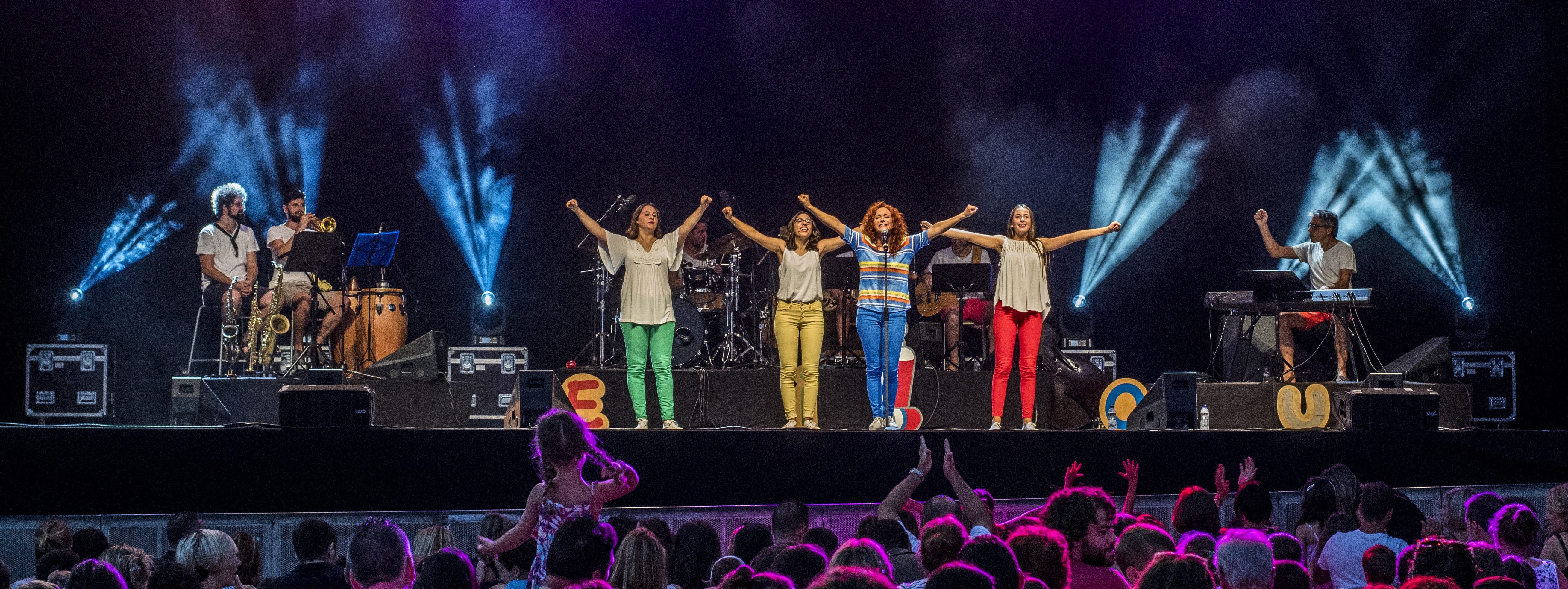
Concert al Festival de Porta Ferrada 2017

El juny de 1992 es va llicenciar en Filosofia i Ciències de l'Educació per la Universitat de Barcelona i després es va especialitzar en musicoteràpia. El 1995 es va graduar al Berklee College of Music de Boston (Estats Units).
A la tornada dels EUA va crear el segell discogràfic Totsona Records amb el músic Àlex Martínez per fer cançons amb un alt contingut pedagògic i cuidant especialment l'aspecte musical. Ha publicat 200 cançons i editat 16 discos. Aquestes cançons s'utilitzen com una eina d'aprenentatge en l'àmbit escolar i familiar pel seu contingut útil en la formació d'hàbits, d'ensenyaments bàsics i valors educatius.
Va crear un mètode d'estimulació musical per l'etapa de 0 a 6 anys que es diu Totsona. Aquest mètode es basa a entendre la música com el primer llenguatge de l'infant. És formadora i assessora d'aquest programa en diferents Escoles d'Educació Infantil i d'Educació Especial de Catalunya. L'any 2012 va inaugurar l'Espai Totsona situat a Cardedeu (Barcelona), on es troben les oficines de Totsona i on imparteix cursos per a mestres, educadors i tots aquells interessats en el món de la música i la primera infància.
És professora en el Màster de Musicoteràpia a l'ESMUC i a l'Escola Universitària Gimbernat. Imparteix xerrades, cursos i seminaris a diferents universitats, escoles i centres de formació. Combina la docència amb concerts, audicions i espectacles per a nens, famílies i escoles.
Ha cantat en diversos festivals com el Festival de la Porta Ferrada, l'Acustiqueta, el Bornet de cançons, el Festivalot, el Festival Cap Roig i en teatres com El Teatre Kursaal de Manresa, l'Atlàntida de Vic, l'Àtrium de Viladecans, l'Auditori de Sant Cugat, el Teatre Victòria, l'Alcúdia de Palma o l'Auditori Nacional d'Ordino.
El 2018 va guanyar el Premi Arc en la categoria de “Millor gira d'artista adaptat a públic familiar”.
Dins del seu canal de YouTube destaquen diversos videoclips com Els mosquits, amb més de 300 milions de visualitzacions, Els dies de la setmana, que supera els 200 milions, Les vocals, Bon dia i Qui sóc jo?
El 2023 va anunciar que acabaria les seves actuacions en directe amb La gira dels 25, juntament amb la banda Grow Up Singing i el pianista Àlex Martínez. El seu últim concert va ser al gener de 2024 a Menorca.

## Discografia[9]
- Tot sona! (1998)
- Cançons per aprendre: 0-3 anys vol. I (2001)
- Cançons per aprendre: 3-7 anys vol. I (2001)
- Cançons per aprendre: 7-9 anys vol. I (2001)
- Emocions i sentiments: contes i cançons (2003)
- Cançons populars & noves (2004)
- Cançons de bressol (2004)
- Cançons per aprendre: 0-3 anys vol. II (2006)
- Cançons per aprendre: 3-7 anys vol. II (2006)
- Cançons per aprendre: personatges singulars (2007)
- M'agrada el Nadal (2008)
- Massatge amb cançons (2011)
- Jocs de falda – d'ara i de sempre (2014), nominat als premis Enderrock en l'apartat de millor disc per a públic familiar i infantil del 2014[27]
- Comença l'estiu (2017)
- Naturalment (2018), nominat als premis Enderrock en l'apartat de millor disc per a públic familiar i infantil del 2018.
- És l'hora del jazz (2018)
- La festa de la pau (2019)
- És l'hora de l'orquestra (2019), finalista als premis Enderrock en l'apartat de millor disc per a públic familiar del 2020.[28]
- Mou el cos (2020)
- Soc feliç (2021)
- Bye Bye Monstre! (2021)
- Aplaudiments! (2024)

### Cançons personalitzades
- Bona nit: les meves cançons de bressol
- Les meves cançons
- Feliç aniversari

### DVD
- Canta! (2013)
- Canta! Vol. II (2016)